# Zoon van God

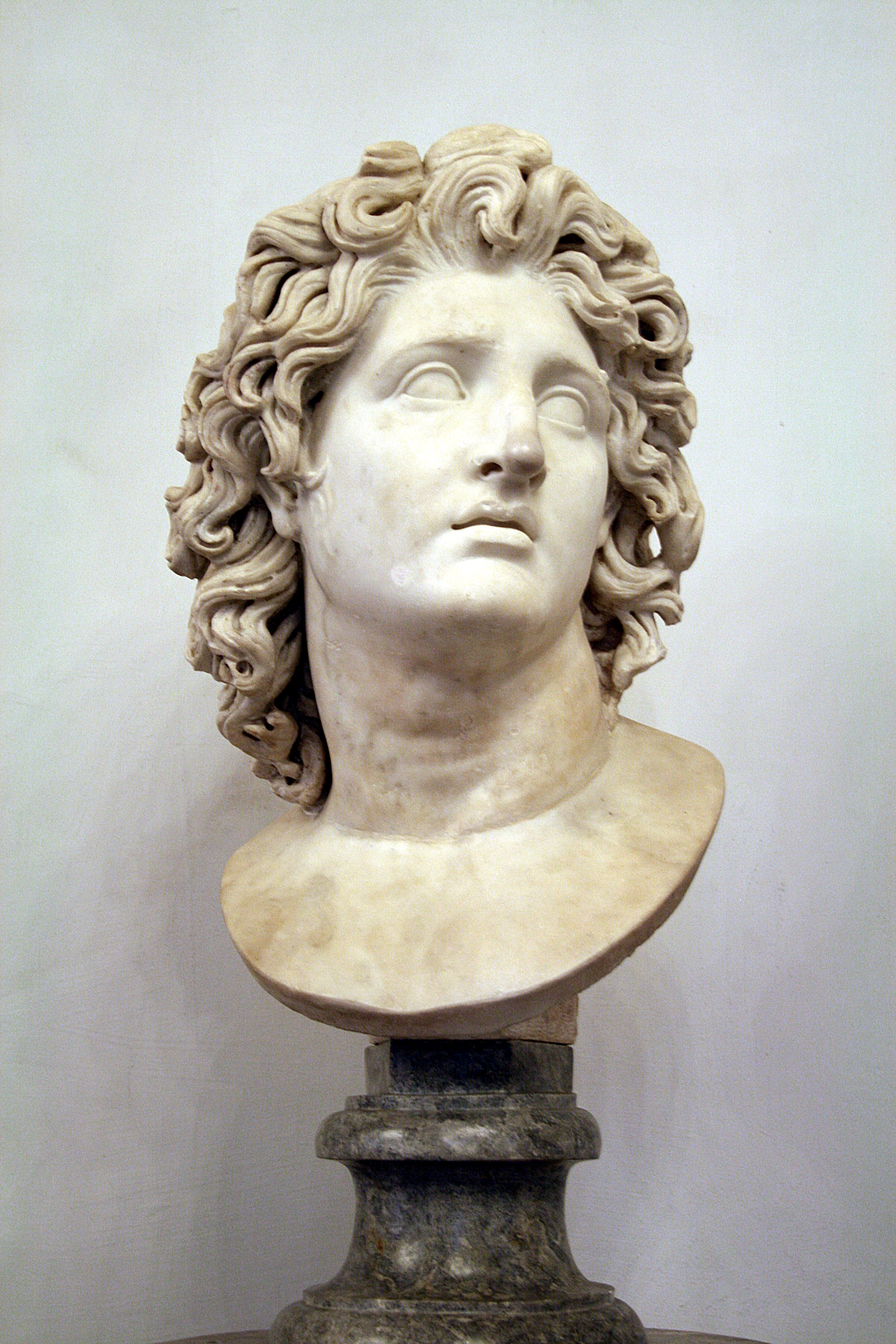
Alexander de Grote werd beschouwd als de zoon van Zeus

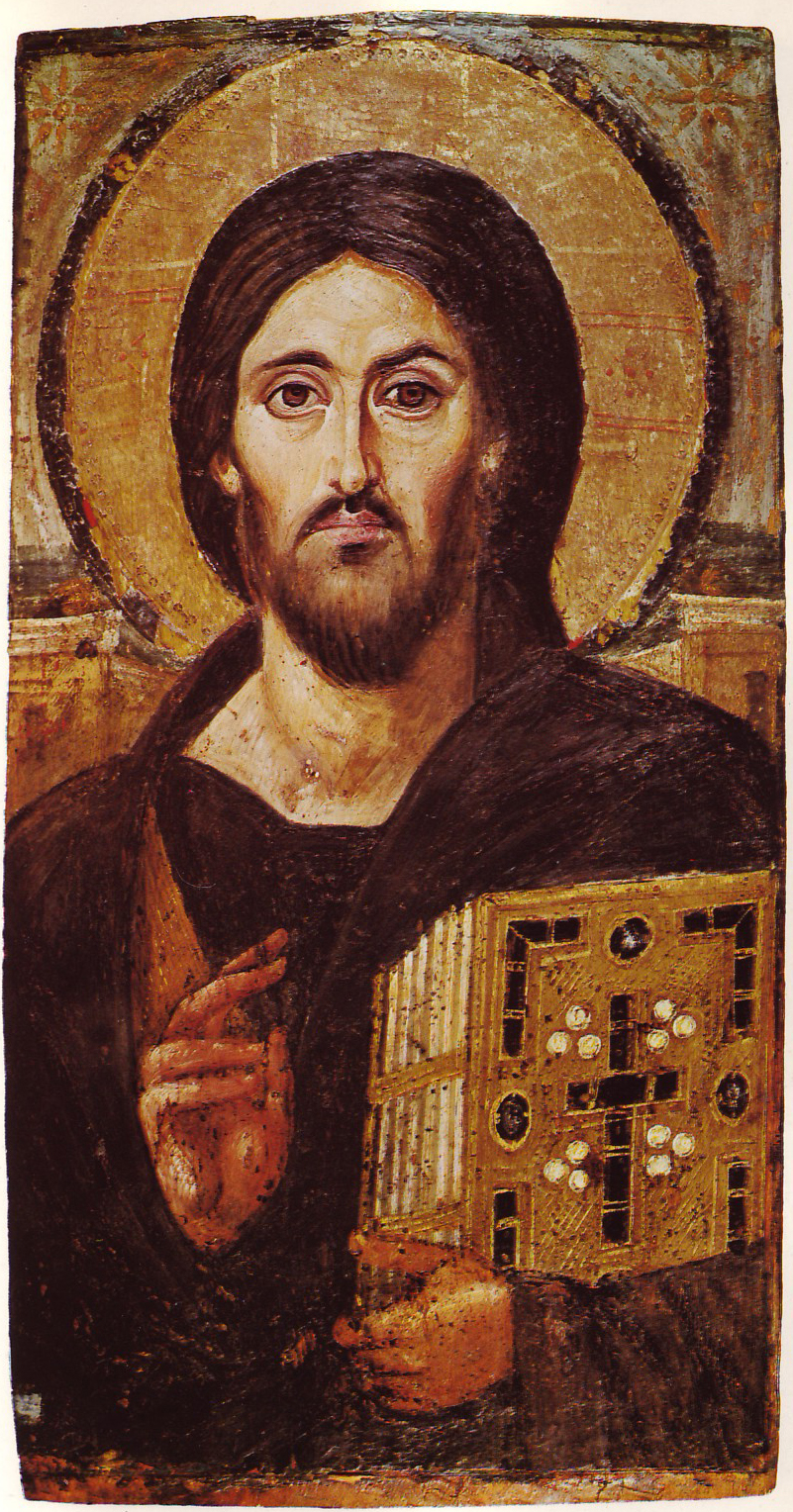
In het christendom gelooft men dat Jezus de Zoon van God is

De term Zoon van God is een eretitel binnen verschillende godsdiensten en religies.
De uitdrukking komt op een enkele plaats voor in de Hebreeuwse Bijbel, zowel in enkelvoud als in meervoud. Binnen het christendom verwijst Zoon van God naar Jezus. Daarnaast kennen verschillende andere religies deze eretitel, zoals een goddelijke Zoon in de Incacultuur, het mithraïsme en in de voodoo.

## Jodendom

### Polytheïstische wortels
In de Hebreeuwse Bijbel staan diverse passages die verwijzen naar de polytheïstische wortels van het jodendom. Sommige passages weerspiegelen oud-oriëntaalse mythologie, zoals de passage in Genesis 6:2-4. Hierin wordt gesproken over "zonen van de goden" (Hebreeuws: בני האלוהים, bne elohim). De vorm elohim kan worden gezien als de meervoudsvorm van god, waarvan de bovenstaande vertaling met "goden" een voorbeeld is. Het is echter ook de vorm die in vertalingen van de Hebreeuwse Bijbel doorgaans wordt weergegeven met "God", dat wil zeggen "de God", de enig ware God. De vertalingen "zonen van de goden" en "zonen van God" zijn beide grammaticaal correct; welke weergave wordt gekozen, vloeit voort uit de interpretatie van de tekst.
In Psalm 82 "staat God op in de hemelse raad, Hij spreekt recht in de kring van de goden" en zegt dat zij allen goden zijn, "zonen van de Allerhoogste" (Psalm 82:6).

### Later gebruik
Hosea 11:1 noemt het hele volk Israël Gods zoon en in sommige Psalmen wordt de vorst op de troon een zoon van God genoemd (Psalm 2:7; 89:27-28). Hoewel hoofse invloeden uit het oude Midden-Oosten duidelijk zijn, ontbreekt in deze passages het concept van fysieke afstamming van God, een 'halfgod' zijn. Er spreekt veeleer een gedachte van adoptie uit (zie bijvoorbeeld 2 Samuel 7:14,16). Hetzelfde geldt voor profeten (zie bijvoorbeeld (Jeremia 1:5). In het deuterocanonieke Wijsheid van Jezus Sirach 2:18 staat de retorische vraag: "Als de rechtvaardige echt een zoon van God is, zal die hem toch te hulp komen en hem uit de greep van zijn vijanden redden?"
Het concept dat de Messias een zoon van God zou zijn, komt niet voor in de Hebreeuwse Bijbel. In passages die vaak met een messias uit de lijn van koning David in verband worden gebracht, wordt gesproken over een 'dienaar' (zie bijvoorbeeld 1 Kronieken 17).

## Christendom

### Jezus als Zoon van God
De oudste delen van het Nieuwe Testament en daarmee van het christendom noemen Jezus reeds Zoon van God, zowel direct (1 Tessalonicenzen 1:10; 1 Korintiërs 15:28) als indirect (Filippenzen 2:11). Dit was dus al heel snel een doctrine in het vroege christendom.
Ook het Evangelie volgens Marcus stelt de titel Zoon van God vanaf het eerste vers op de voorgrond (Marcus 1:1). Bij Jezus' doop (1:11) en bij de gedaanteverandering van Jezus (9:7) verklaarde God Jezus tot zijn geliefde Zoon. Ook de demonen die door Jezus werden uitgedreven erkenden hem als Zoon van God en spraken hem zo aan (3:11; 5:7). De apocalyptische eindtijdrede plaatst de Zoon onder de Vader (13:32). Na Jezus' dood door kruisiging zei een Romeinse officier die hem zag hangen: "Werkelijk, deze mens was Gods Zoon" (15:39).
Er zijn geen directe aanwijzingen dat de historische Jezus zichzelf als 'de' Zoon van God beschouwde. In Jezus' uitspraken in Marcus noemt hij zichzelf uitsluitend 'mensenzoon', zelfs als hem direct werd gevraagd of hij de Zoon van God was (Marcus 14:61-62 - vergelijk Johannes 10:36).

### Gelovigen als zonen van God
In Romeinen 9:26 ziet Paulus het goddelijk zoonschap van de eschaton (hij citeert Hosea 2:1) vervuld in de christelijke gemeenschap. Zij zijn met Christus erfgenamen (Galaten 3:28-29). Zij noemen God Abba, "Vader" (Romeinen 8:15).
In het latere Evangelie volgens Johannes 1:12-13 wordt gesuggereerd dat gelovigen door God worden 'aangenomen' als kinderen: "Wie Hem wel ontvingen en in zijn naam geloven, heeft Hij het voorrecht gegeven om kinderen van God te worden. Zij zijn niet op natuurlijke wijze geboren, niet uit lichamelijk verlangen of uit de wil van een man, maar uit God." In sommige interpretatie wordt dit gelijkgesteld met het concept van de wedergeboorte, onder andere gebaseerd op passages als in 1 Petrus 1:3,23.

## Inca's
De Sapa Inca stond aan het hoofd van de Inca's. De Inca's geloofden dat hij de zoon van de zon was. Hij was daarmee de zoon van god. Hij trouwde altijd met zijn zuster, die de titel van koningin van de maan kreeg. Na het sterven werd de Sapa Inca tot mummie gemaakt. De mummie werd regelmatig tevoorschijn gehaald, bijvoorbeeld bij een feestmaal.

## Mithraïsme
Aanhangers van het mithraïsme vereerden de god Mithras, mogelijk gebaseerd op de Oud-Perzische god Mithra die ook een belangrijke rol speelde als goddelijk wezen in het Zoroastrisme. Er wordt aangenomen dat Mithras als de zoon van God werd gezien.

## Voodoo
Binnen de voodoo bestaat de opvatting dat Satan de Zoon van God is. Satan is echter corrupt geworden.